# Ligue française pour la défense des droits de l'homme et du citoyen

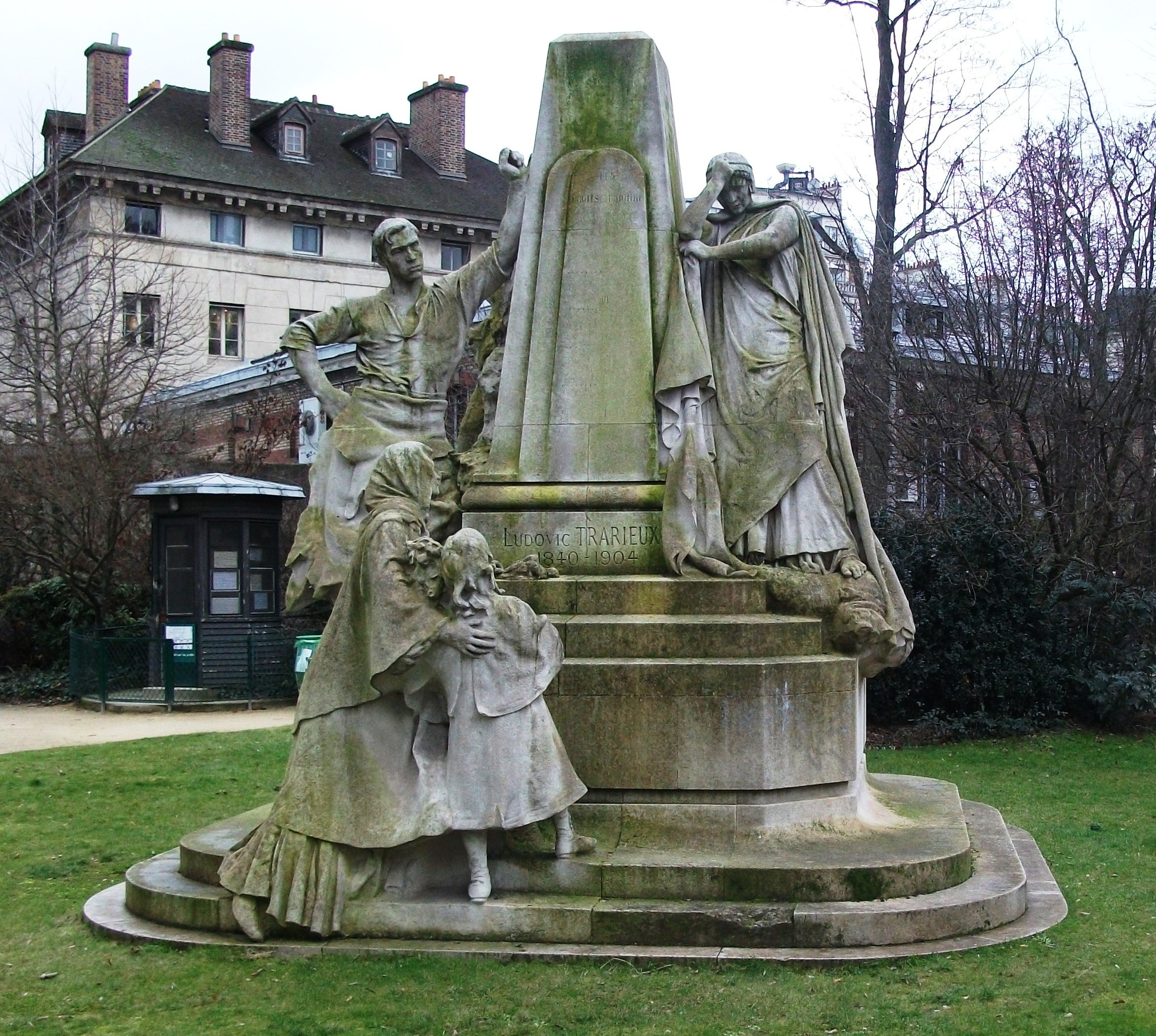
Monumento a Ludovic Trarieux, place Denfert-Rochereau a Parigi, commemorante la fondazione della Ligue des droits de l'homme e creato dallo scultore Jean Boucher

La Ligue française pour la défense des droits de l'homme et du citoyen, (Lega francese per la difesa dei diritti dell'uomo e del cittadino), comunemente conosciuta come Ligue des droits de l'homme o LDH, è una associazione non a scopo di lucro tendente a l'osservazione, la difesa e la promulgazione dei diritti dell'uomo nella Repubblica francese, in tutti i settori della vita pubblica.
La LDH è un membro della International Federation of Human Rights Leagues (FIDH).

## Storia
La Lega "LDH" è stata fondata il 4 giugno 1898 dal repubblicano Ludovic Trarieux in difesa del capitano Alfred Dreyfus, un ebreo erroneamente arrestato per tradimento - questo sarà poi conosciuto come l'Affare Dreyfus.
Sciolta dal regime anticomunista della Francia di Vichy durante la seconda guerra mondiale, è stata ricostituita clandestinamente nel 1943 da un comitato centrale comprendente Pierre Cot, René Cassin e Félix Gouin. La LDH è stata rifondata dopo la Liberazione. Paul Langevin, che recentemente aveva aderito al Partito Comunista Francese (PCF), divenne il suo Presidente. Contrari alla guerra algerina e l'uso massiccio della tortura da parte dell'esercito francese, la LDH ha indetto manifestazioni contro il putsch di Algeri del 1961.